# Izbash-formule
De Izbash-formule is een formule voor de stabiliteitsberekening van waterbouwsteen in stromend water.
De stabiliteit van korrelig materiaal in stroming kan bepaald worden met de Shields-formule of de Izbash-formule. De eerste is meer geschikt voor fijnkorrelig materiaal (zoals zand en grind), terwijl de Izbash-formule meer geschikt is voor grotere steen. De Izbash-formule is ontwikkeld door Sergej Vladimirovitsj Izbasj.
In algemene vorm is de formule

{\displaystyle {\frac {u_{c}}{\sqrt {\Delta gd}}}=1{,}7}  ...  of ...  {\displaystyle \Delta d=0{,}7{\frac {u^{2}}{2g}}}
waarin:
uc = stroomsnelheid in de nabijheid van de steen
Δ = relatieve dichtheid van de steen (= (ρs − ρw)/ρw) waarin ρs de dichtheid van de steen en ρw de dichtheid van het water is
g = versnelling van de zwaartekracht
d = diameter van de steen
De coëfficiënt 1,7 is de door Izbash gemeten experimentele constante. Feitelijk bevat deze constante twee componenten, nl. een effect voor de wrijving, traagheid, etc. en een component die het turbulente karakter van de stroom beschrijft. Het gebruik van de coëfficiënt 1,7 is dan ook alleen toegestaan in stroming waar de turbulentie lokaal door de ruwheid van de waterbouwsteen is opgewekt. In andere gevallen moet dit worden aangepast.

## Afleiding van de Izbash-formule

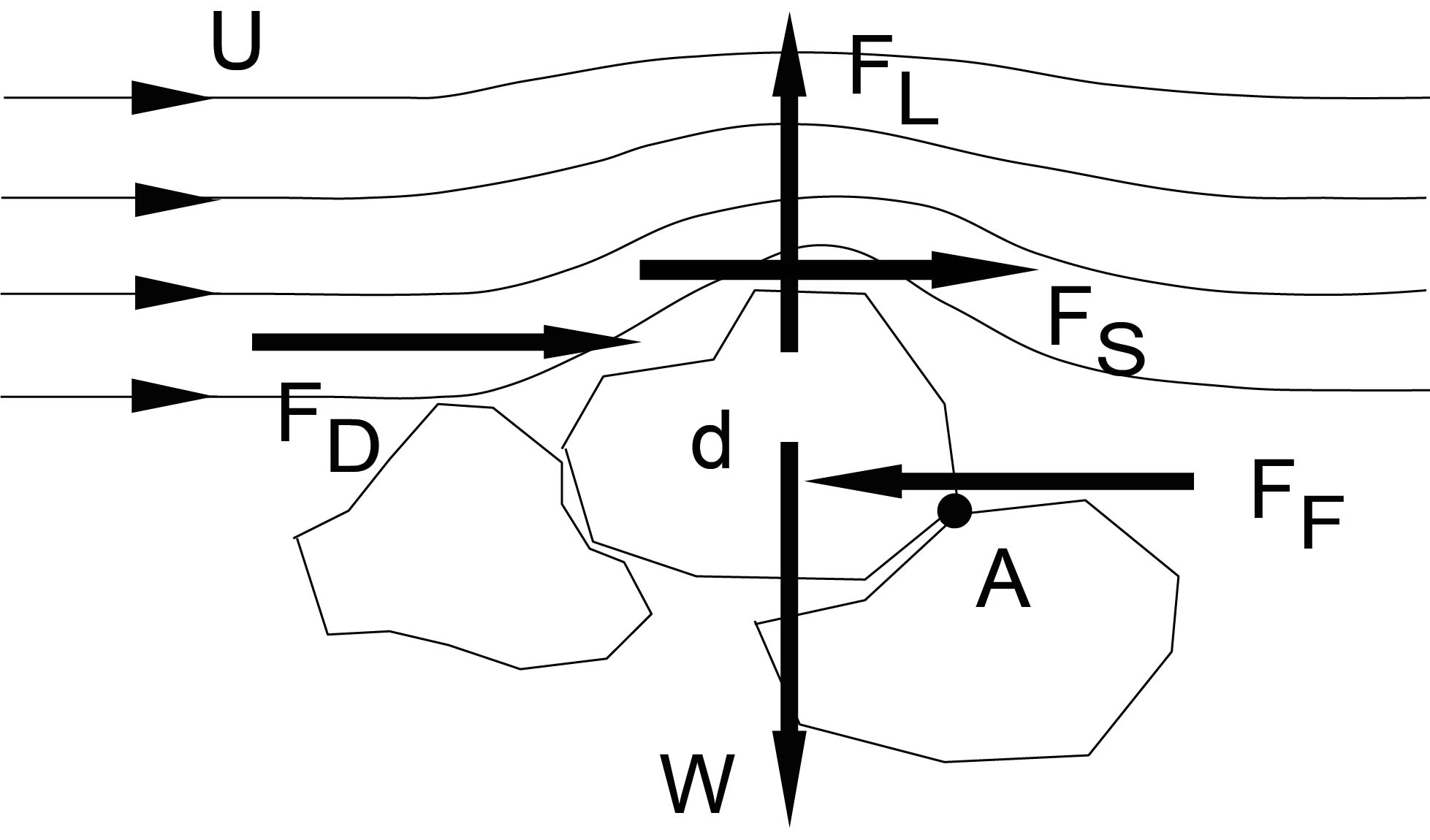
Krachten op een steen

Izbash beschouwde de krachten op een steen in de stroming. Dit zijn drie actieve krachten en twee passieve krachten. De actieve krachten zijn de liftkracht FL, de wrijvingskracht FS en de sleepkracht FD. De passieve krachten zijn het gewicht W en de weerstandskracht FF. Als nu het momentenevenwicht rond punt A bekeken wordt, dan valt FF weg (want de arm is nul).
De actieve krachten kunnen uitgeschreven worden als:
{\displaystyle {\begin{matrix}F_{D}&={\frac {1}{2}}C_{D}\rho _{w}u^{2}A_{D}\\F_{S}&={\frac {1}{2}}C_{F}\rho _{w}u^{2}A_{S}\\F_{L}&={\frac {1}{2}}C_{L}\rho _{w}u^{2}A_{L}\end{matrix}}\quad {\Biggr ]}\quad F\sim \rho _{w}u^{2}d^{2}}
De totale actieve kracht is dus evenredig met ρwu²d².
De passieve kracht die overblijft is evenredig met (ρw−ρw)g²d³. En als dit aan elkaar gelijk gesteld wordt volgt daaruit uc²=KΔgd. Deze formule is ook om te schrijven in de vorm zoals boven de bladzijde; de coëfficiënt is door metingen bepaald, en blijkt 1,7 te zijn.

## Rekenvoorbeeld
Vraag: welke steengrootte is nodig om de bodem van een kanaal van 1 m diepte bij een gemiddelde stroomsnelheid van 2 m/s te verdedigen?
Dit kan eenvoudig bepaald worden door de formule iets om te schrijven en de waarden in te voeren. Echter, de Izbash-formule vraagt om de snelheid "nabij de steen", hetgeen niet goed gedefinieerd is. Praktisch kan hiervoor genomen worden een waarde van ca. 1× de steendiameter boven de beschermingslaag. Bij een normaal logaritmisch stromingsprofiel is dat ca 85% van de gemiddelde snelheid. Dat geeft dan een steendiameter van 6,3 cm (de formule van Shields geeft in dit geval 6,5 cm).

## Beperkingen
De formule gebruikt de snelheid nabij de steen. Met name bij gladde bodems en grotere waterdiepten is die niet goed te bepalen. In die gevallen heeft de formule van Shields de voorkeur.

## Pilarczyk
Omdat de coëfficiënt 0,7 wel erg algemeen is heeft Pilarczyk rond 1985 de formule aangepast, waardoor er wat specifieker gerekend kan worden. Deze uitbreiding heeft de vorm:
{\displaystyle \Delta d=0{,}035{\frac {\Phi }{\Psi }}{\frac {K_{t}K_{h}}{K_{s}}}{\frac {u^{2}}{2g}}}
waarin:
Φ = stabiliteitsparameter, past de formule aan voor verschillende types constructies:
- φ = 1,25 aan het einde van eend enkel laag steen
- φ = 1,0 aan het einde van een zinkstuk
- φ = 0,75 voor tweelaags steenconstructie
- φ = 0,50 voor doorgaande zinkstukken
- de meest conservatieve waarde is 1,5.

Ψ = De shieldsparameter, deze is voor breuksteen 0,035 en voor zetsteen 0,05
Kt = turbulentiefactor
- kt = 0,67 voor laag-turbulente stroming
- kt = 1,0 voor normale turbulentie
- kt = 1,5 in rivierbochten
- kt = 2,0 - 2,5 in scherpe rivierbochten (kromtestraal < 5 maal rivierbreedte)
- kt = 3,0 bij hoge turbulentie (schroefstralen)
- kt = 4,0 extreem hoge turbulentie (schroefstraal bij afgemeerde schepen)

Kh = dieptefactor
- meestal geldt {\displaystyle K_{h}={\frac {2}{\log({\frac {12h}{Nd}})^{2}}}} waarin N tussen 1 en 3 ligt
- kh voor een niet volledig ontwikkeld snelheidsprofiel: {\displaystyle (1+{\frac {h}{d}})^{0{,}2}}

Ks= steilheidsfactor

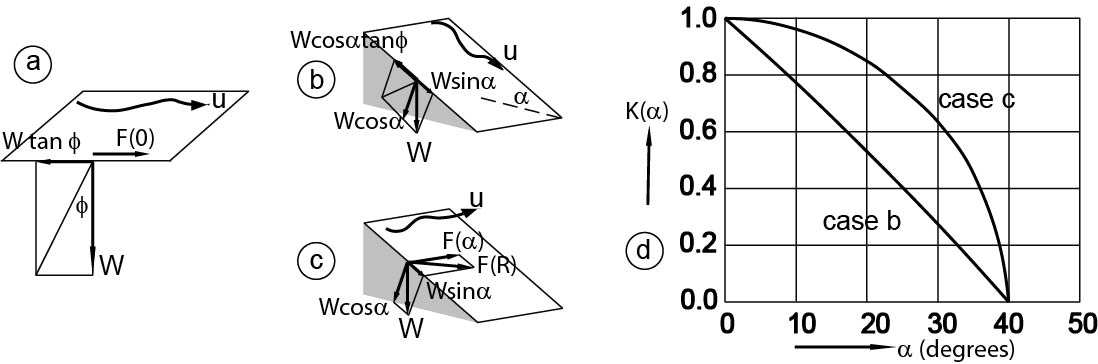
hellingeffect op de stabiliteit

Het destabiliserende effect van een helling kan in twee componenten gesplitst worden. Dus Ks is gelijk aan onderstaande {\displaystyle K(\alpha _{\parallel })} of aan {\displaystyle K(\alpha )}.
In onderstaande uitleg is φ de helling van natuurlijk talud van het bodemmateriaal.  Er is een component langs de helling (W sinα), waardoor het effectieve gewicht loodrecht op de helling minder wordt (Wcosα). Als de helling in dezelfde richting is als de stroming(figuur b) dan wordt de sterkte F(αloodrecht) = Wcosα tanφ - Wsinα  (Opmerking: als de stroming de andere kant op is, is de steen stabieler en is F=Wcosα tanφ+ Wsinα.) Het verband tussen F(α) en F(0) geeft de reductiefactor voor de sterkte:
{\displaystyle K(\alpha _{\parallel })={\frac {F(\alpha _{\parallel })}{F(0)}}={\frac {W\cos \alpha \tan \phi -W\sin \alpha }{W\tan \phi }}={\frac {\sin(\phi -\alpha )}{\sin \phi }}}
Voor een dwarshelling onder een hoek α kan dezelfde procedure gevolgd worden, zie figuur c. maar nu moeten de componenten als vectoren opgeteld worden.
{\displaystyle K(\alpha )={\frac {F(\alpha )}{F(0)}}={\sqrt {\frac {\cos ^{2}\alpha \tan ^{2}\phi -\sin ^{2}\alpha }{\tan ^{2}\phi }}}={\sqrt {1-{\frac {\sin ^{2}\alpha }{\sin ^{2}\phi }}}}}
In figuur d zijn beide reductiefactoren weergegeven voor een waarde van φ=40 graden.
Doordat in deze versie van de Izbash-formule een dieptefactor Kh is opgenomen, kan voor de snelheid de gemiddelde snelheid boven de stenen genomen worden, bij de oorspronkelijke Izbash formule was dat de snelheid "nabij de steen", wat niet goed gedefinieerd was.

## Effect van turbulentie

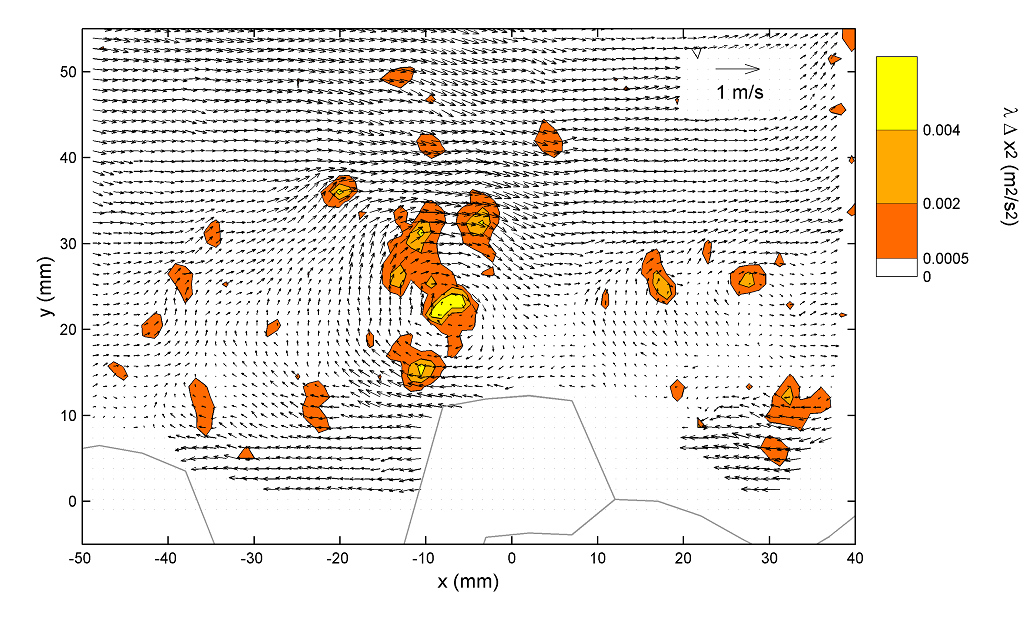
Relatieve snelheid in een wervel nabij een steen

Turbulentie heeft ook een groot effect op de stabiliteit. Turbulente wervels geven lokaal een grote snelheid bij de steen, waardoor er aan de ene kant wel, en aan de andere kant geen liftkracht is. Hierdoor wordt de steen als het ware uit het bed gewipt. Zie ook de detailopname. In dit voorbeeld ligt de steen op de coördinaat (0,0). Aan de linkerkant is een relatieve snelheid, dus een liftkracht omhoog, aan de rechterkant is geen relatieve snelheid, dus geen liftkracht. Er werkt dus een rechtsdraaiend moment op de steen waardoor hij er (samen met de normale liftkracht van de hoofdstroom) uitgedraaid wordt. Dit laat zien waarom bij een bepaalde snelheid niet alle stenen direct gaan bewegen, maar pas als er een "passende" wervel langs komt.

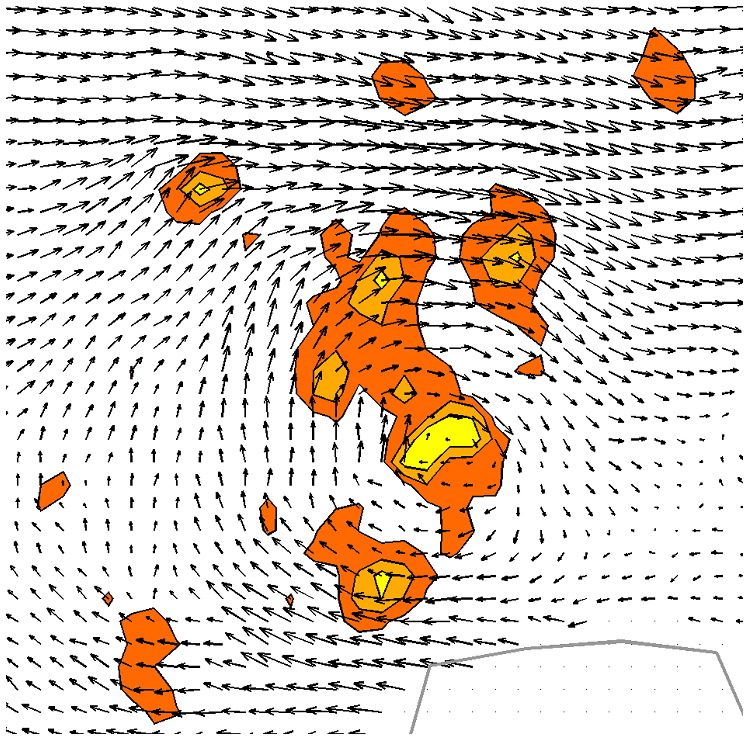
Detailopname snelheid bij een steen

Deze figuren zijn metingen van de stroomsnelheid in een verticaal vlak boven een steen. De stroomsnelheid is van links naar rechts. Weergegeven is de snelheid na aftrek van de gemiddelde snelheid, dus feitelijk de u'  en de v ' (zie voor uitleg hiervan het lemma over turbulente stroming.
Het effect van turbulentie op de stabiliteit is dus vooral groot als de maat van de turbulente wervels in de zelfde orde van grootte ligt als de maat van de steen.
Het is mogelijk om de Izbash-formule aan te passen zodat meer expliciet rekening gehouden kan worden met het effect van turbulentie 
Een steen op de bodem gaat pas bewegen als de totale snelheid (dus de gemiddelde snelheid plus de extra snelheid door de turbulente wervel) een bepaalde waarde overschrijden. Uit onderzoek is gebleken dat deze extreme snelheid ongeveer {\displaystyle {\overline {u}}+3\sigma =(1+3r){\overline {u}}} is, waarbij {\displaystyle \sigma } de standaardafwijking van de snelheid is, en r de relatieve turbulentie is. In de oorspronkelijke Izbash-formule bevat de coefficient 1,7 een deel wat verantwoordelijk is voor de turbulentie. De Izbash-formule is te herschrijven als:
{\displaystyle \Delta d=0{,}7{\frac {u^{2}}{2g}}=c_{iz}{\frac {\left[u(1+3r)\right]^{2}}{2g}}}
Voor turbulentie veroorzaakt door de bodemruwheid kan men een waarde voor de relatieve turbulentie aannemen van r=0,075, wat ingevuld in bovenstaande formule leidt tot ciz=0,47. Hierdoor ontstaat een Izbash-formule met een expliciete parameter voor de tubulentie:
{\displaystyle \Delta d=0{,}47{\frac {\left[u(1+3r)\right]^{2}}{2g}}}
Hierdoor is het mogelijk om de Izbash-formule dus ook te gebruiken in die gevallen waarbij de turbulentie niet uitsluitend door de bodemruwheid ontstaat, bijvoorbeeld bij schepen en scheepsschroeven. Bij schepen die in een (smal) kanaal varen is er langs het schip een sterke retourstroom met vergrote turbulentie. De waarde van de relatieve turbulentie is in dit geval r = 0,2.  Voor de turbulentie ten gevolge van een schroefstraal wordt geadviseerd r = 0,45. Omdat de relatieve turbulentie kwadratisch in de formule zit, is het duidelijk dat in het geval van een schroefstraal een aanmerkelijk zwaardere bestorting nodig is dan in geval van "normale" stroming.
Voor "niet-standaard" gevallen is met een turbulentie model, bijv. een k-epsilon model de waarde van r te berekenen. Deze kan dan in bovengenoemde aangepaste Izbash-formule ingevoerd worden om de benodigde steengrootte te bepalen.